# Mine terrestre nucléaire
La mine terrestre nucléaire, aussi connue sous le nom de munition atomique intermédiaire de démolition (MAID, en anglais « Atomic Demolition Munition » : ADM), est un dispositif explosif nucléaire. Elle a été développée à des fins militaires et civiles. Dans le registre militaire, elle est conçue pour exploser sur le front des zones de combat, pour bloquer ou canaliser les forces ennemies. Dans le registre civil, elle est conçue pour la démolition, l'exploitation minière ou le terrassement. Néanmoins, en dehors des essais, elle n'aurait jamais été utilisée.

## Utilisation militaire

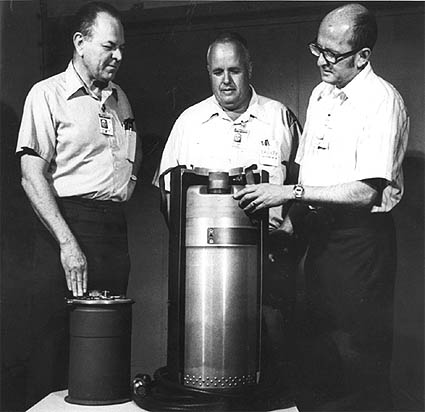
Des scientifiques devant une MAID.

Contrairement aux missiles, obus ou roquettes, ces mines, petites et légères, sont destinées à être mises en place par des soldats (commandos de forces spéciales, par exemple). Elles peuvent être à télécommande ou à minuterie. Placées à des endroits stratégiques (ponts, tunnels, barrages...), ces mines peuvent retarder, bloquer ou forcer des troupes à s'orienter vers un guet-apens.
Selon des comptes rendus officiels, les États-Unis en ont disposé en Allemagne de l'Ouest et en Italie durant la Guerre froide,,.
Des études publiées dans les années 1980 et 1990 indiquent que des versions plus modernes (SADM et MADM, en anglais) ont été déployées en Corée du Sud,,.

## Utilisation civile
Les mines terrestres nucléaires n'ont jamais été commercialisées, bien qu'elles aient été testées à de nombreuses reprises pour éteindre des incendies de puits de gaz par les Soviétiques, à partir du milieu des années 1960, dans le cadre du programme Explosions Nucléaires pour l'Économie Nationale. Des tests similaires (opération Plowshare) ont été conduits par les Américains mais, en raison des risques de contamination radioactive, aucune commercialisation de cette technologie n'a été faite et, en regard des préoccupations actuelles sur les dangers du rayonnement, il semble peu probable qu'une utilisation non militaire de ces explosifs existe.

## Évolution
Dans les années 1950 et 1960, les États-Unis ont développé de nombreux types de ces dispositifs légers. Le principal engin explosif comporte l'ogive W54, un cylindre de 40 par 60 cm pesant 68 kg. Sa mise à feu s'effectue par minuterie mécanique et il développe un rendement variable allant de l'équivalent de 10 à 1 000 tonnes de TNT. Le W54 a été utilisé dans le système d'armement Davy Crockett.
- W-7/ADM-B, 1954-1967.
- T4 ADM, 1957 à 1963.
- W30, ogive atomique américaine, 1961 à 1966.
- W31/ADM, 1960 à 1965)
- W45/Medium Atomic Demolition Munition, 1964 à 1984)
- W54/Special Atomic Demolition Munition, 1965 à 1989)

### TADM
La Mk 30 Mod 1 Tactical Atomic Demolition Munition (TADM) est une bombe atomique portable, composée d'une ogive type Mk 30 transportable dans une valise X-113 de 66 par 178 cm. L'ensemble pèse 381 kg. La production de cette TADM a commencé en 1961 et elle a été destockée en 1966. Un test des effets de cette arme surnommée « Johnny Boy » est effectué pendant les Opérations Dominic I et II. Son rendement était 0,5 kilotonne.

### SADM

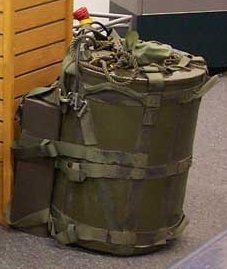
H-912, valise de transport pour Mk-54 SADM

La Special Atomic Demolition Munition (SADM) est transportable par des soldats mais n'a jamais été utilisée en combat. L'armée américaine avait prévu de s'en servir en Europe en cas d'invasion soviétique. Les ingénieurs de l'armée américaine l'auraient utilisée pour irradier, détruire et rendre des axes routiers, comme la trouée de Fulda en Allemagne, inutilisables. Les troupes étaient entraînées à être parachutées dans la zone européenne occupée par les Soviétiques pour placer ces mines sur des ponts, barrages ou centrales électriques.
Cette arme était prévue pour qu'un seul homme puisse être parachuté de n'importe quel aéronef et la poser dans un port ou tout autre point stratégique accessible aussi par la mer. Un second parachutiste devait l'accompagner, en soutien.
Ce binôme devait être capable de poser sa bombe, programmer l'explosion et nager vers un endroit prévu où un sous-marin ou un bateau rapide les récupérerait.

### MADM

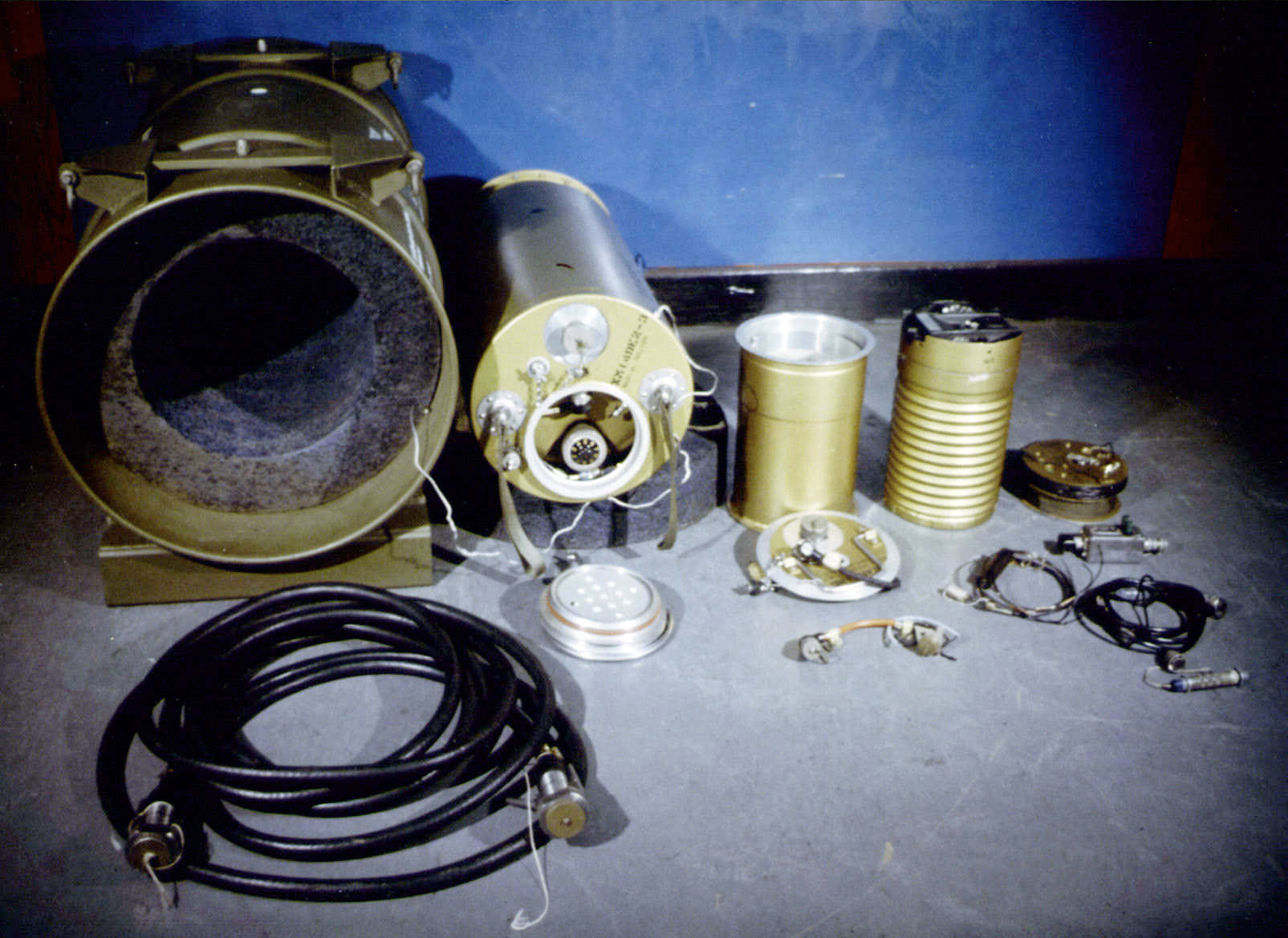
Valise de transport, tête W45 et composants internes de la MADM.

La Medium Atomic Demolition Munition (MADM) était une arme tactique nucléaire développée par les États-Unis au cours de la Guerre froide. Elle était conçue pour être utilisée comme mine terrestre ou à d'autres fins tactiques, avec un rendement de 1 à 15 kilotonnes. Chaque MADM pèse 181 kg et a été fabriquée entre 1965 et 1986[réf. nécessaire].